# Husnes
Husnes – miasto w Norwegii w gminie Kvinnherad. Liczba mieszkańców w 2016 wynosiła 2241.